# Nikolay Vasilyevich Gogol
Nikolay Vasilyevich Gogol (tiếng Ukraina: Микола Васильович Гоголь / Mykola Vasylovych Gogol, tiếng Nga: Николай Васильевич Гоголь / Nikolay Vasilyevich Gogol, tiếng Ba Lan: Nikołaj Wasiljewicz Gogol / Nikolaj Wasiljewicz Gogol; 01 tháng 4, 1809 - 04 tháng 3, 1852) là một văn sĩ, thi sĩ, kịch tác gia và phê bình gia người Nga gốc Ukraina - Ba Lan.

## Lịch sử
Theo chứng thư đương thời, Mykola Vasylovych Gogol-Yanovsky (Микола Васильович Гоголь-Яновський) sinh ngày 20 tháng 3 (lịch cũ) năm 1809 tại thị tứ Sorochyntsi ven sông Psyol, nơi giáp ranh hai huyện Poltava và Mirgorod. Chính vấn đề địa lý kì cục này đã theo ông mãi về sau trong đời sáng tác. Mẹ ông - phu nhân Marya Ivanivna - là hậu duệ thống soái Kazakh Ostap Gogol, trong khi cha ông lại thuộc một quý tộc Ba Lan. Vì thế, các sử gia hậu hiện đại thường coi Gogol là nhân vật điển hình của nhóm Tiểu Nga định cư ven Hắc Hải.
Cũng như hầu hết các tiểu quý tộc Ukraina đương thời, sinh hoạt của cậu bé Mykola duy trì trong không gian Nga ngữ. Và vì thuộc gia đình quý tộc đã sa sút, Mykola Gogol được sống chan hòa cả với địa chủ và nông dân, vốn là hai giai cấp rất ít có đối thoại hồi đầu thế kỷ XIX. Cha Mykola lớn gấp đôi tuổi mẹ nên mất từ khi ông còn rất nhỏ, tuổi thơ Mykola được nuôi dưỡng bởi những truyện vặt mẹ kể đậm tính tôn giáo và huyền bí - điều có ảnh hưởng tích cực đến thành công văn chương của ông về sau.

### Thời đầu sự nghiệp
Giai đoạn 1820-8, các giảng sư ở quê nhà thấy Mykola Gogol có chút năng khiếu nên tiến cử ông tới Nizhyn học trường nghệ thuật (nay là Đại học Quốc gia Nizhyn Gogol). Mykola không hề tỏ ra có nghị lực, học bạ đánh giá rất thấp, bù lại ông có trí nhớ tuyệt vời, có thành tựu nhất định ở môn hội họa và Nga văn. Tại đây, ông bắt đầu sáng tác thơ, soạn một số đoản thiên rồi sớm nhận ra mình hợp văn xuôi hơn. Ông không thân quen lắm với bạn cùng học, thậm chí họ gọi ông là "thằng quỷ bí ẩn", dẫu vậy Gogol vẫn duy trì tình bạn bền vững với hai hoặc ba người trong số họ.
Ngay từ rất sớm Gogol đã phát triển tính khí bi quan và bí ẩn, thể hiện qua hoài bão vô hạn và tự ý thức về nỗi thống khổ. Cũng từ những ngày ấy, ông đã sớm bộc lộ tài năng bắt chước, điều này về sau giúp ông trở thành độc giả của chính những tác phẩm mình viết nên, và khiến ông ấp ủ ý tưởng trở thành diễn viên.

### Thời kì Peterburg
Năm 1828, Mykola Gogol bỏ học tới Sankt-Peterburg với một khát vọng rực chát nhưng mơ hồ. Ông muốn đặt chân vào thế giới văn học sôi động nhất Đế quốc Nga bấy giờ và mang theo một tác phẩm thơ trữ tình ông viết về cuộc sống bình dị nước Đức - Hans Küchelgarten. Ông tự dùng tiền túi xuất bản tác phẩm thơ này dưới bút danh "V.Alov", nhưng các tạp chí ông gửi bài đều cười nhạo và từ chối. Gogol bèn hủy hết tất cả bản sao tập thơ và thề không bao giờ làm thơ nữa.
Gogol xây lập được mối quan hệ với "giới quý tộc am hiểu văn chương'. Một truyện ngắn ông viết được đăng trên tờ Hoa phương Bắc (Northern Flowers) của Anton Delvig đã khiến cho nhà thơ Vasily Zhukovsky và Pyotr Pletnyov chú ý, và rồi năm 1831 Pushkin cũng biết tới.
Năm 1831, Gogol cho ra đời tập truyện Ukraina đầu tiên (Buổi tối ở trang trại gần Dikanka), tác phẩm này ngay lập thực đạt được thành công. Ông tiếp tục hoàn thành tập thứ hai vào năm 1832, và đến năm 1835 ông gộp hai tập truyện này dưới chung một tiêu đề Migorod, đồng thời cho ra đời hai tập tạp văn có tên Arabesques. Lúc bấy giờ, các nhà biên tập và phê bình người Nga như Nikolai Polevoy và Nikolai Nadezhdin, coi Gogol là một nhà văn tài năng mới nổi người Ukraina, chứ không phải là người Nga, người sử dụng những tác phẩm của mình để minh họa cho sự khác nhau giữa tính cách dân tộc Nga và Ukraina. Chủ đề và phong cách những tác phẩm văn xuôi thời kỳ đầu của Gogol, cũng như các tác phẩm kịch của ông sau này, tương tự với các nhà văn và kịch tác gia Ukraina sống cùng thời và cũng là bạn của ông, gồm có Hryhory Kvitka-Osnovyanenko và Vasily Narezhny. Tuy nhiên, tài nghệ châm biếm của Gogol phức tạp và độc đáo hơn rất nhiều.
Thời điểm đó, Gogol nảy nở một niềm đam mê với lịch sử Ukraina, ông cố gắng xin vào khoa lịch sử Đại học Kiev. Mặc dầu có sự giúp đỡ của Pushkin và bộ trưởng Bộ Giáo dục Nga Sergey Uvarov, nỗ lực này bị một quan chức Kiev cản trở với lý do Gogol không đủ trình độ chuyên môn. Truyện hư cấu Taras Bulba, dựa trên lịch sử người Cossack Ukraina, cũng ra đời trong thời kỳ này. Trong thời gian đó, Gogol cũng bắt đầu một tình bạn gần gũi và bền vững với nhà tự nhiên học, nhà sử học người Ukraina, Mykhaylo Maksymovych.

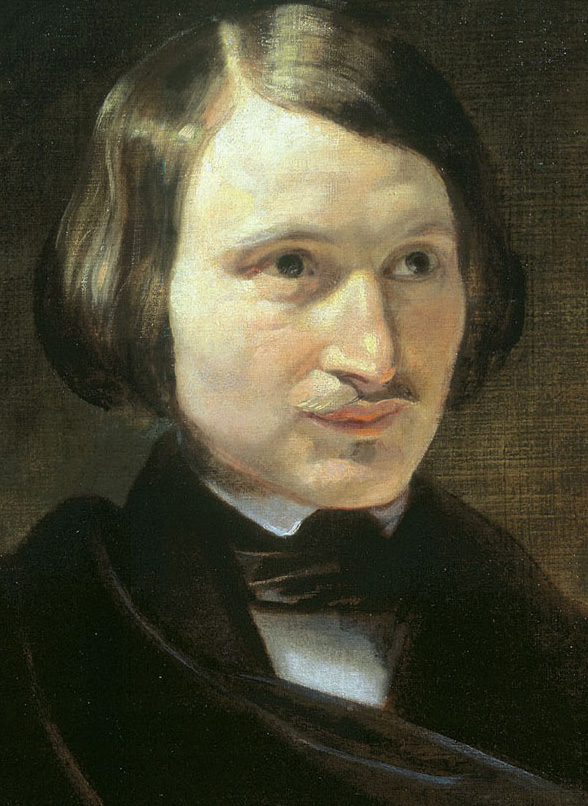
Một trong số vài bức chân dung Gogol do Fyodor Moller vẽ (1840)

Năm 1834, Gogol được bổ nhiệm làm Giáo sư Lịch sử Trung đại của Đại học Tổng hợp Sankt-Peterburg mặc dù ông không đủ điều kiện chuyên môn. Nhận thấy công việc học thuật này hoàn toàn thất bại, ông liền từ chức ngay năm 1835.
Trong giai đoạn 1832-1836, Gogol dồn hết năng lượng vào công việc. Mặc dù hầu hết tác phẩm của ông đều ít nhiều liên quan đến bốn năm liên hệ trao đổi với Pushkin này, nhưng Gogol vẫn chưa cho rằng thành công trong sự nghiệp văn học đã thỏa mãn hoài bão của ông. Trong khoảng thời gian này, hai nhà phê bình văn học người Nga, Stepan Shevyrev và Vissarion Belinsky đi ngược lại với giới phê bình trước đây khi cho rằng Gogol thực sự là một nhà văn Nga chứ không phải là Ukraina. Mãi đến sau khi vở hài kịch Quan thanh tra (Revizor) được công diễn tại Nhà hát Quốc gia Sankt-Peterburg vào ngày 19 tháng 4 năm 1836, Gogol mới tin vào sự nghiệp văn học của mình. Vở hài kịch đả kích dữ dội công chức cấp tỉnh Nga này lại ra đời chính nhờ sự can thiệp của Sa hoàng Nikolai I.
Từ năm 1836 đến năm 1848, Gogol sống ở nước ngoài, qua lại hai nước Đức và Thụy Sĩ. Ông dành mùa đông năm 1836-1837 ở Paris, sống giữa những người Nga và Ba Lan lưu vong, gặp gỡ hai nhà thơ Ba Lan Adam Mickiewicz và Bohdan Zaleski. Cuối cùng ông định cư ở Rome. Trong phần lớn 12 năm kể từ năm 1836, Gogol sống ở Italy và nảy sinh tình cảm yêu mến cho thành Rome. Ông nghiên cứu nghệ thuật, nghiền ngẫm văn học Italia và say mê opera.
Việc Pushkin qua đời tác động mạnh mẽ tới Gogol. Tác phẩm quan trọng ông viết trong những năm sau khi Pushkin qua đời là tiểu thuyết châm biếm Những linh hồn chết. Đồng thời, ông cũng dành thời gian sửa chữa lại tác phẩm Taras Bulba và Bức chân dung, hoàn thành vở hài kịch thứ hai có tên Đám cưới (Zhenitba), viết tác phẩm Rome (chưa kịp hoàn thành) và cho ra đời truyện ngắn nổi tiếng nhất - Chiếc áo khoác.
Năm 1841, sau khi hoàn thành phần đầu tiểu thuyết Những linh hồn chết, Gogol đưa tác phẩm này về Nga để duyệt in. Những linh hồn chết xuất hiện ở Nga năm 1842 dưới tựa đề của bên kiểm duyệt - Những cuộc phiêu lưu của Chichikov. Tác phẩm này ngay tập tức gây được tiếng vang và trở thành áng văn xuôi vĩ đại nhất từng được viết bằng tiếng Nga.

### Cuối đời
Sau thành công vang dội của Những linh hồn chết, người sống thời đó coi Gogol là nhà văn châm biếm vĩ đại, người đả phá bộ mặt xấu xí của Đế quốc Nga. Ít người biết rằng Những linh hồn chết dự định sẽ là một tác phẩm đối trọng với Thần khúc của Dante. Phần đầu tiên khắc họa Inferno (Hỏa ngục); phần hai là Purgatory (Luyện ngục), kể về sự thanh tẩy và chuyển biến của gã đểu cáng Chichikov nhờ ảnh hưởng của những người chủ và thống đốc đức hạnh.
Tháng 4 năm 1848, Gogol trở về Nga sau cuộc hành hương tới Jerusalem, ông dành những năm cuối đời cho chuyến đi không ngừng khắp đất nước. Khi thăm thủ đô, ông ở cùng một số bạn bè, chẳng hạn như Mikhail Pogodin và Sergey Aksakov. Trong thời gian này, Gogol dành phần lớn thời gian với những người bạn Ukraina cũ, Maksymovych và Osyp Bodiansky. Ông cũng thắt chặt quan hệ với một cố vấn tinh thần hay có thể gọi là người cha tinh thần Matvey Konstantinovsky mà ông quen vài năm trước. 

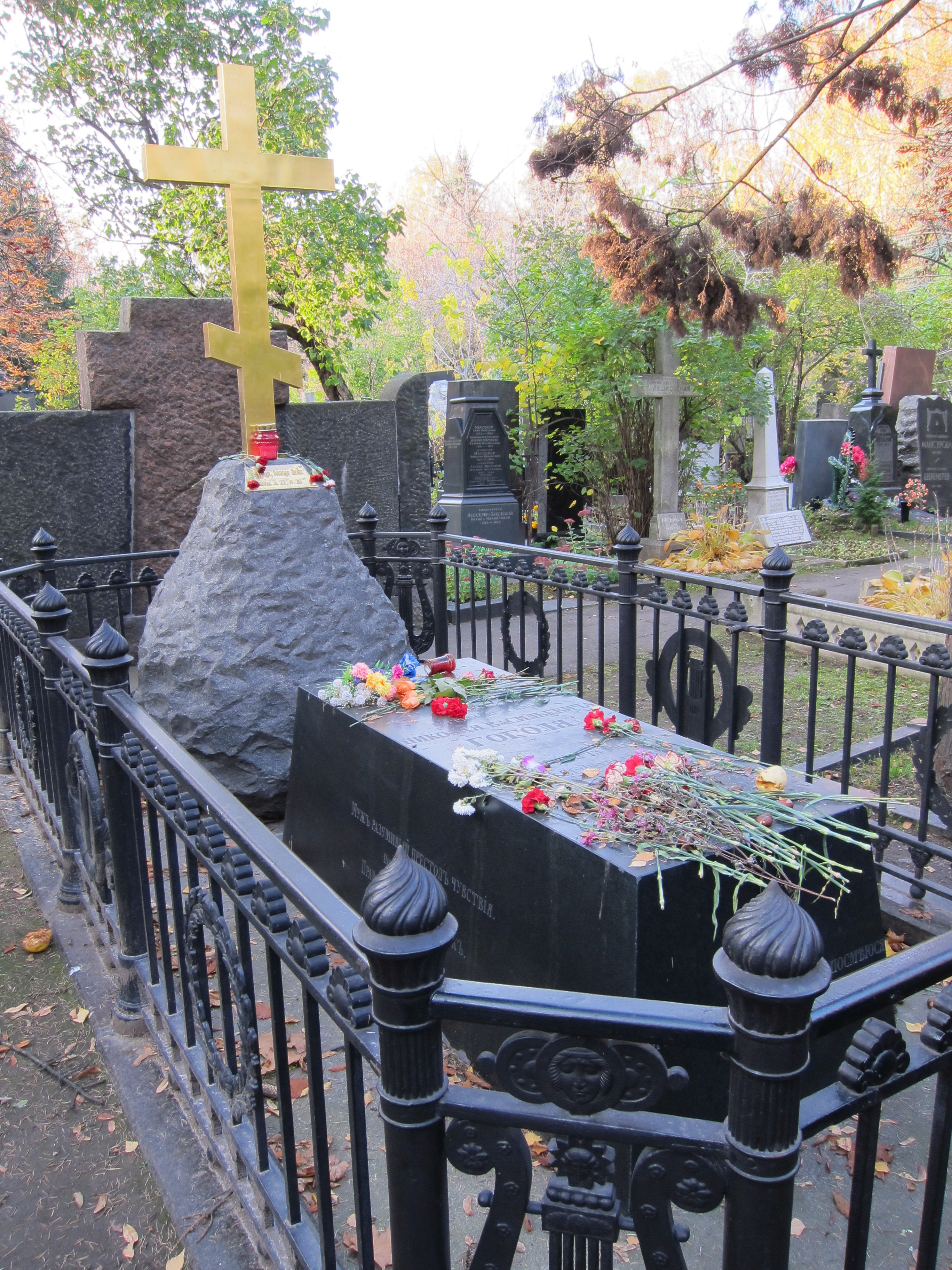
Mộ phần của Nikolai Gogol ở Nghĩa trang Novodevichy, Moskva, Nga sau lần cải tạo năm 2009.

Konstantinovsky dường như đã thúc đẩy nỗi sợ của Gogol về "kiếp đọa đày" bằng việc khăng khăng cho rằng những tác phẩm sáng tạo của Gogol mang tội lỗi. Lối sống khổ hạnh quá mức cũng bào mòn sức khỏe của Gogol, khiến công rơi vào trạng thái suy nhược nặng nề. Vào đêm ngày 24 tháng 2 năm 1852, Gogol đốt một số bản thảo, trong đó chứa hầu hết phần hai của Những linh hồn chết. Ông giải thích rằng đây là một sai lầm, một trò đùa cợt của lũ quỷ dữ. Ngay sau đó, ông lên giường, nhất quyết không ăn uống gì và qua đời trong cơn đau 9 ngày sau đó.
Đám tang Gogol diễn ra tại nhà thờ Thánh Tatiana ở Đại học Moskva, sau đó ông được chôn cất tại Tu viện Danilov, an nghỉ gần người bạn Slavophile Aleksey Khomyakov. Ngôi mộ ông nổi bật với một khối đá lớn (Golgotha) và một cây thánh giá Chính Thống giáo Nga đặt phía trên. Năm 1931, chính quyền Moskva quyết định phá tu viện này và chuyển phần mộ Gogol sang Nghĩa trang Novodevichy.
Người ta phát hiện rằng thi hài Gogol nằm sấp, qua đó càng thúc đẩy giả thuyết cho rằng Gogol bị chôn khi vẫn còn sống. Nhà cầm quyền chuyển cả khối đá Golgotha tới khu mộ mới nhưng bỏ cây thánh giá đi. Năm 1952, chính quyền Xô viết thay khối đá này bằng tượng bán thân Gogol. Về sau khối đá được đặt tại khu mộ nhà văn Mikhail Bulgakov, một người hâm mộ Gogol. Năm 2009, nhân dịp kỷ niệm 200 năm ngày sinh Gogol, tượng bán thân ông được di dời tới bảo tàng Nghĩa trang Novodevichy và khối đá Golgotha nguyên bản, cùng với một bản sao cây thánh giá Chính thống giáo trước kia, được đưa trở lại khu mộ Gogol.
Tượng đài Gogol đầu tiên ở Moskva là một bức tượng theo phái Tượng trưng đặt trên Quảng trường Arbat, thể hiện trí tượng tượng về Gogol của nhà điêu khắc Nikolay Andreyev hơn là người thật. Hoàn thành năm 1909, bức tượng này nhận được lời khen ngợi từ họa sĩ lừng danh IIlya Repin và đại văn hào Lev Tolstoy vì thể hiện xuất sắc tính cách dằng xé của Gogol. Tuy nhiên, Joseph Stalin lại không thích pho tượng, vì thế nó bị thay thế bằng một pho tượng theo lối hiện thực xã hội chủ nghĩa chính thống hơn vào năm 1952. Tốn rất nhiều công sức người ta mới giữ được pho tượng nguyên bản của Andreyev khỏi bị phá hủy. Đến năm 2014, pho tượng này được đặt trước ngôi nhà nơi Gogol trút hơi thở cuối cùng.

## Thi pháp
D. S. Mirsky miêu tả thế giới của Gogol là "một trong những thế giới kỳ diệu nhất, khó lường nhất và nguyên bản nhất - nói theo hướng nghiêm khắc nhất - từng được một người nghệ sĩ ngôn từ tạo ra."

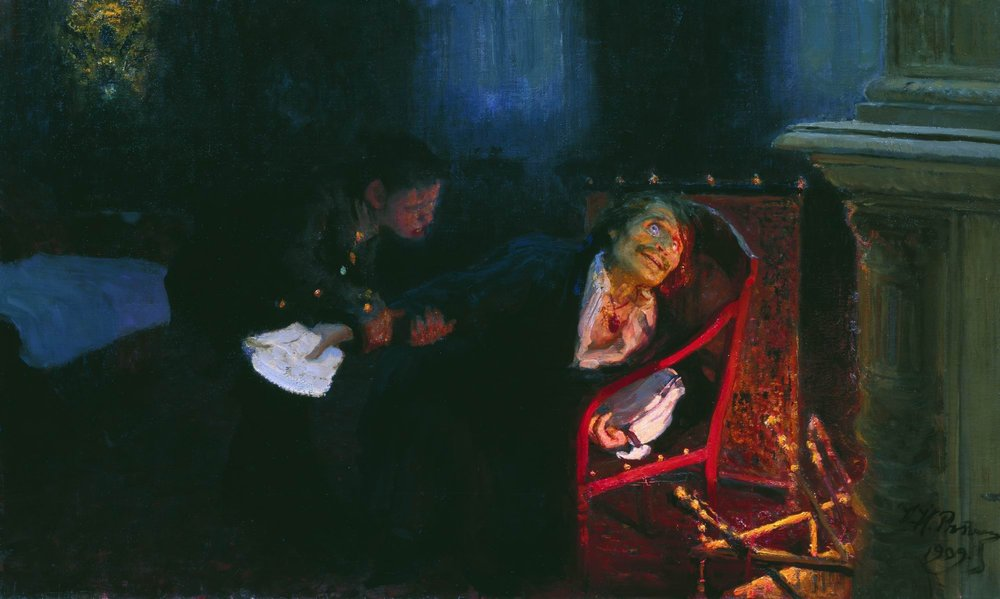
Gogol đốt bản thảo tiểu thuyết Những linh hồn chết tập 2 - Tranh của Ilya Repin

Một đặc trưng chính khác trong văn chương của Gogol là cái nhìn về thực tại và con người "giống như một người theo chủ nghĩa ấn tượng". Ông thấy thế giới ngoài kia biến hóa đầy lãng mạn, đặc biệt hiện rõ ở sự biến đổi không gian kỳ lạ trong các câu chuyện kiểu Gothic như "Sự trả thù kinh khủng" và "Một nơi say đắm". Những bức tranh của ông về tự nhiên chứa đựng hàng đống chi tiết kỳ lạ này chất lên điều kỳ lạ khác, tạo nên một sự hỗn độn không sao kết nối được. Con người theo miêu tả của ông mang màu sắc châm biếm, được vẽ bằng thủ pháp "biếm họa" - nhằm phóng đại những đặc điểm dễ thấy và thu gọn họ xuống thành những mẫu thức hình học. Nhưng những hình ảnh hoạt họa như vậy vẫn có sức thuyết phục, chân thật và không thể không nhận ra được, thông qua những nét vẽ nhẹ nhàng nhưng dứt khoát của một thực tại khó lường trước. Điều này dường như làm bản thân thế giới ta đang thấy nghèo nàn đi trông thấy.
Nhà văn Gogol khi đủ trưởng thành nhìn thực tại qua một khía cạnh mà tiếng Nga gọi là poshlosts, mang nghĩa "tầm thường, sáo rỗng, thấp kém", vừa mang tính luân lý vừa mang tính tinh thần, lan rộng trong trong một số nhóm người hoặc toàn xã hội. Giống như Sterne trước đây, Gogol là một người phá hoại những điều cấm kỵ và ảo tưởng lãng mạn đầy vĩ đại. Ông làm hao mòn Chủ nghĩa lãng mạn Nga bằng việc tạo dựng nên hình ảnh chính quyền thô bỉ không còn đẹp đẽ và uy nghi như trước đây. "Đặc tính của văn học Gogol là sự dư thừa vô hạn, mà chẳng bao lâu sau ta sẽ thấy đó vốn là sự rỗng tuếch hoàn toàn, và đồng thời còn là một vở hài kịch phong phú đột nhiên biến thành nỗi sợ siêu hình." Truyện ngắn của Gogol thường đan xen yếu tố cảm xúc và chế nhạo, còn như trong "Chuyện về cuộc cãi vã giữa Ivan Ivanovich và Ivan Nikiforovich" lại bắt đầu với tình huống đầy vui vẻ rồi kết thúc bằng một câu châm ngôn nổi tiếng: "Thưa các quý vị, thế giới này thật buồn tẻ".

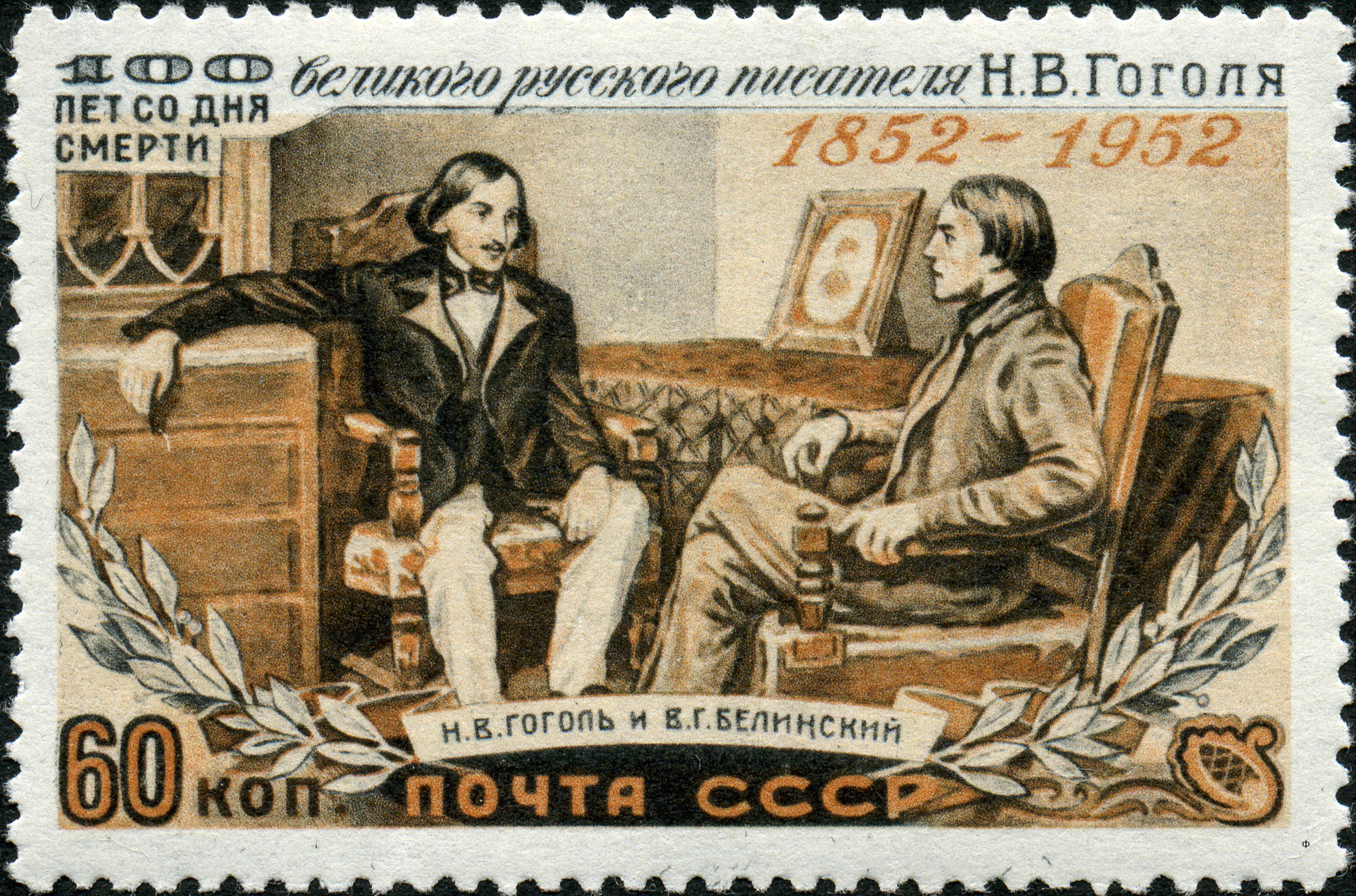
Tem lưu niệm Liên Xô phát hành nhân dịp kỷ niệm 100 năm ngày mất của Gogol (năm 1952). Tem in hình Gogol đàm luận với nhà phê bình Belinsky, người đánh giá rất cao các tác phẩm của Gogol nhưng cũng chỉ trích ông gay gắt trong bức thư nổi tiếng "Thư gửi Gogol".

Gogol kinh ngạc khi giới phê bình diễn giải rằng tác phẩm kịch Quan thanh tra là bản cáo trạng nhà nước Sa hoàng mặc dù chính Sa hoàng Nikolai I là người bảo trợ cho vở kịch này. Bản thân Gogol, người ủng hộ nhiệt thành phong trào thân Slav, luôn tin vào sứ mệnh thiêng liêng của cả triều đại Romanov và Giáo hội Chính thống giáo Nga. Giống như Fyodor Dostoyevsky, Gogol phản đối gay gắt những người ủng hộ chế độ quân chủ lập hiến và những người tán thành việc giải tán Giáo hội Chính thống giáo.
Sau khi bày tỏ quan điểm bảo vệ giới quý tộc, nông nô và Giáo hội Chính thống giáo trong tác phẩm Những đoạn chọn lọc từ các lá thư gửi bạn bè (1847), Gogol chịu sự chỉ trích dữ dội từ nhà phê bình danh tiếng Vissarion Belinsky, người từng rất ủng hộ ông. Là trí thức Nga đầu tiên công khai nói về học thuyết kinh tế của Karl Marx, Belinsky buộc tội Gogol đã phản bội độc giả qua việc bảo vệ hiện trạng nước Nga.

## Ảnh hưởng
Trước cả khi xuất bản cuốn sách Những linh hồn chết, Belinsky đã công nhận Gogol là nhà văn hiện thực đầu tiên của ngôn ngữ Nga, và coi ông là người dẫn đầu Trường phái Tự nhiên, ảnh hưởng đến những nhà văn trẻ và ít tên tuổi hơn như Goncharov, Turgenev, Dmitry Grigorovich, Vladimir Dahl và Vladimir Sollogub. Chính bản thân Gogol vẫn nghi ngờ về sự tồn tại của phong trào văn chương này. Mặc dầu công nhận "một số nhà văn trẻ thể hiện khát khao quan sát cuộc sống thực", Gogol vẫn phê bình văn phong và kết cấu yếu kém của những tác phẩm họ viết. Tuy nhiên, thế hệ những nhà phê bình cấp tiến sau này tôn vinh Gogol (người sáng tạo kiểu thế giới mà ở đó một chiếc mũi lang thang dạo chơi khắp thủ đô Nga - ý nhắc tới truyện Cái mũi của Gogol) là nhà văn hiện thực vĩ đại, danh tiếng của ông được Bách khoa toàn thư Anh quốc mô tả là "chiến thắng vĩ đại của nghệ thuật châm biếm Gogol".
Thời kỳ văn học hiện đại chứng kiến mối quan tâm sống lại và quan điểm thay đổi về các tác phẩm của Gogol. Một trong những tác phẩm tiên phong của chủ nghĩa hình thức Nga là nhận định của Eichenbaum về truyện ngắn Chiếc áo khoác. Những năm 1920, một nhóm các nhà văn chuyên viết truyện ngắn Nga, được biết đến như Anh em Separion, coi Gogol là một trong những người chỉ lối cho họ và cố tình bắt chước văn phong của ông. Các tiểu thuyết gia hàng đầu của thời kỳ này, như nhà văn Yevgeny Zamyatin và Mikhail Bulgakov, cũng ngưỡng mộ Gogol và tiếp bước con đường của ông. Năm 1926, Vsevolod Meyerhold cho biểu diễn vở kịch Quan thanh tra theo kiểu "hài kịch về một tình huống lố bịch".
Tuy người sống cùng thời Gogol coi ông là một trong những tên tuổi nổi bật nhất của trường phái tự nhiên trong văn học hiện thực Nga, các nhà phê bình đời sau nhận thấy các tác phẩm của ông nổi bật chất trữ tình kết hợp với tính siêu thực và kỳ quái (ví dụ như các truyện Cái mũi, Viy, Chiếc áo khoác, Đại lộ Nevsky). Những tác phẩm đầu tiên của Gogol, như Buổi tối ở trang trại gần Dikanka, chịu ảnh hưởng từ cuộc nổi dậy của người Ukraina, cùng văn hóa và văn học dân gian của nước này. Các tác phẩm sau này châm biến nạn hối lộ tràn lan ở Đế quốc Nga (Quan thanh tra, Những linh hồn chết). Tiểu thuyết Taras Bulba (1835) và vở kịch Đám cưới (1842), cùng với những truyện ngắn như Nhật ký người điên, Chuyện về cuộc cãi vã giữa Ivan Ivanovich và Ivan Nikiforovich, Bức chân dung và Cỗ xe, là những tác phẩm nổi tiếng nhất của ông.
Tác phẩm Những linh hồn chết được xem là cuốn tiểu thuyết hiện đại đầu tiên của văn học Nga và Ukraina.
Mặc dù nhiều tác phẩm của ông bị ảnh hưởng bởi di sản của Ukraina và sự nuôi dưỡng, nhưng ông vẫn viết tác phẩm bằng tiếng Nga và cách viết của ông bị cuốn theo truyền thống của văn học Nga. Nhiều người Ukraina vẫn không thể tha thứ cho ông điều này vì, theo họ, ông đã phản bội tiếng mẹ đẻ. Nhưng đồng thời, nhiều người Nga theo chủ nghĩa thuần tuý vẫn không vui vẻ với thứ tiếng Nga của ông, vì họ cho rằng ông đã "làm bẩn" tiếng Nga bằng những thái độ Ukraina trong cú pháp.

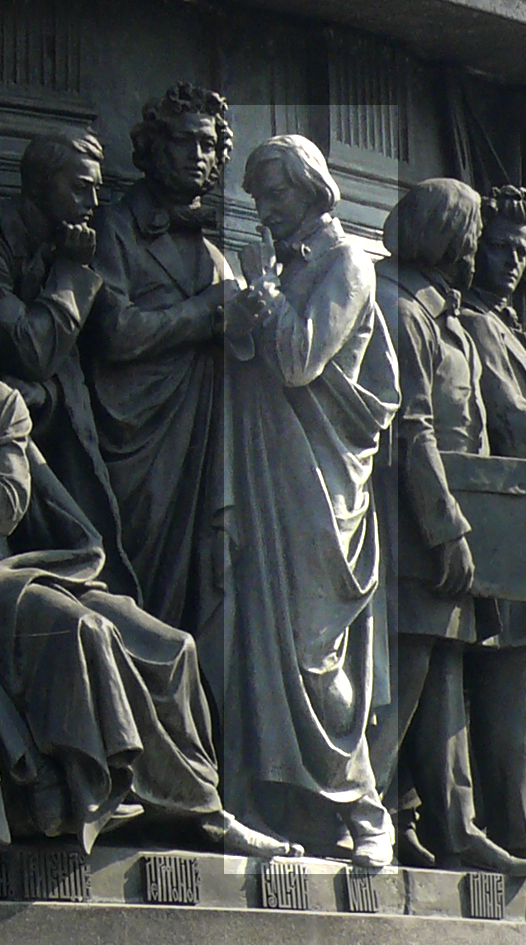
Tượng Nikolai Gogol đứng ngay bên cạnh đại thi hào Pushkin trên tượng đài "Ngàn năm nước Nga" ở Veliky Novgorod, dựng năm 1862.

Hình ảnh Gogol nhiều lần được in trên tem bưu điện của Nga và Liên Xô, cũng như trên toàn thế giới. Một số đồng xu lưu niệm mang hình ảnh ông cũng từng được lưu hành tại Nga và Liên Xô. Năm 2009, Ngân hàng Quốc gia Ukraina phát hành một đồng xu lưu niệm tôn vinh Gogol. Nhiều đường phố được đặt tên Gogol tại nhiều thành phố như Moskva, Sofia, Lipetsk, Odessa, Myrhorod, Krasnodar, Vladimir, Vladivostok, Penza, Petrozavodsk, Riga, Bratislava, Belgrade, Harbin, v.v...
Nhà văn Gogol cũng được nhắc tên một số lần trong tiểu thuyết Gã khờ và Tội ác & hình phạt của nhà văn Nga Fyodor Dostoyevsky cũng như vở kịch Chim hải âu của Chekhov. Hơn 135 bộ phim dựa trên trước tác của Gogol, trong đó gần đây nhất là phim Cô gái mặc áo khoác trắng (The Girl in the White Coat, 2011)
Nhân vật chính trong tiểu thuyết Người trùng tên (The Namesake) của Jhumpa Lahiri ra mắt năm 2003 và bộ phim chuyển thể từ tác phẩm này năm 2006 mang tên Nikolai Gogol, bởi cha của nhân vật này đã sống sót trong một vụ tai nạn tàu hỏa trong khi đang giữ trong tay một cuốn sách của Gogol.
Bài thơ mang tên "Gogol" của nhà thơ, nhà ngoại giao Abhay Kumar có nhắc tới một số tác phẩm vĩ đại của Gogol như Cái mũi, Chiếc áo khoác, Đại lộ Nevsky, Những linh hồn chết và Quan thanh tra.
Ban nhạc punk Gogol Bordello đặt theo tên của Gogol, người được các thành viên ban nhạc coi là nguồn truyền cảm hứng tư tưởng bởi ông đã "nhập lậu" văn hóa Ukraina vào xã hội Nga. Gogol Bordello cũng hy vọng sẽ làm được điều tương tự, đưa nhạc Gypsy Đông Âu vào các nước nói tiếng Anh.
Nhà văn Lỗ Tấn của Trung Quốc cũng đã rất ưa thích các phẩm của Gogol và không ngần ngại mượn tên truyện của Gogol để đặt tên cho tác phẩm đầu tay của mình là Nhật ký người điên.
Nhà văn Akutagawa Ryūnosuke của Nhật Bản cũng lấy tên tác phẩm Cái mũi của Gogol để đặt tên cho tác phẩm cùng tên của mình.

## Trứ tác
Bài viết chi tiết: Danh sách tác phẩm của Nikolai Gogol
- 1831 - 1832: Những buổi tối ở thôn ấp gần Dikanka (tập truyện ngắn)
- 1835: Mirgorod (tập truyện ngắn)
- 1835: Ả Rập (tập truyện ngắn)
  - Bức chân dung (truyện ngắn)
  - Một chương trong cuốn tiểu thuyết lịch sử xưa cũ (truyện ngắn)
  - Đại lộ Nevsky (truyện ngắn)
  - Người tù binh Kavkaz (truyện ngắn)
  - Nhật ký một người điên (truyện ngắn)
- 1836: Cái mũi (truyện ngắn)
- 1836: Quan thanh tra (hài kịch)
- 1842: Chiếc áo khoác (truyện ngắn)
- 1842: Những linh hồn chết (tiểu thuyết)
- 1847: Những đoạn chọn lọc từ các lá thư gửi bạn (tập thư và tiểu luận)